# Kertész Endre (forradalmár)
Kertész Endre (Fogaras, 1906. november 3. – Pécs, 1991. március 14.) ügyvéd, Baranya vármegye főispánja, politikus, jogtanácsos.

## Élete
Gimnáziumi tanulmányait 1916 és 1924 között A Ciszterci Rend Nagy Lajos Gimnáziumában, felsőfokú tanulmányait az Erzsébet Tudományegyetem jogi karán végezte, Pécsett. 1928-ban jogtudományokból doktorált, majd 1933-ban letette az egységes bírói és ügyvédi vizsgát. Ettől kezdve egészen 1945 végéig gyakorló ügyvéd volt Pécsett. 
Politikai nézeteinek formálódását javarészt Perr Viktornak köszönhette, aki annak a püspöki nevelőintézetnek volt a vezetője, ahol Kertész gimnáziumi tanulmányai alatt 3 évig lakott. Ugyancsak Perr hatására lett a Független Kisgazdapárt polgári tagozatának tagja és jogi tanácsadója 1932-től. Az 1930-as és 1940-es években a párt egyik legtekintélyesebb helyi polgári politikusa volt. 1944. május 29-től katonai szolgálatot teljesített, ahonnan egy év múlva orosz hadifogságba került, de onnan nagy szerencséjére 3 hónap múlva kiszabadult.
Hazatérve Nagy Ferenc, a párt főtitkára felkérte Baranya vármegye főispáni székének betöltésére. Kertész a felkínált pozíciót elfogadta, majd 1945 végén Tildy Zoltán miniszterelnök ki is nevezte az említett pozícióba. Mivel főispánként egyúttal közellátási kormánybiztos is volt, ideje java részét ez utóbbi feladatainak ellátására fordította. Politikai szempontból jó viszonyban volt a koalíciós pártok vezetőivel. Az igazságtalan intézkedések során (B-listázások, német lakosság kitelepítése stb.) tisztességes magatartást tanúsított, igyekezett segíteni. Az, hogy ez kevés sikerrel járt, nem az ő hibája volt. 1947 végén a köztársasági elnök felmentette főispánságából. 1947-ben a kisgazdapárt pécsi szervezete és a Pécsi Ügyvédi Kamara is elnökévé választotta. 1948-ban mivel ellenezte az iskolák államosítását, kizárták a pártból, 1949-ben még nyugdíját is megvonták. Ezt követően visszavonult a politikai élettől, védőügyvédként dolgozott.
Az 1956-os forradalom idején, október 28-án a megyei munkástanács (Baranya Megyei Munkásság Nemzeti Tanácsa) elnökévé választották. Vezetőként toleráns, mérséklő szerepet játszott és fékezte a szélsőséges megnyilvánulásokat. November 4-én egy küldöttség élén fogadta a szovjet csapatokat, és elérte, hogy Pécsett nem történt pusztítás. A forradalom leverése után bíróság elé állították, és ugyan a vádak alól felmentették, de ügyvédi hivatástól eltiltották és kizárták az ügyvédi kamarából is. Előbb a Tenyészállat Forgalmi Gazdasági Iroda könyvelője, majd 1963-tól Dobi István pártfogásával mintegy két évtizeden át a Pécsi Állami Gazdaság jogtanácsosa volt.

## További irodalom
Laczkóné Tuka Ágnes   Adatok dr. Kertész Endre politikai pályaképéhez. In: Tanulmányok Pécs történetéből 2–3.  Pécs Története Alapítvány, Pécs, 1996.   Szerkesztette: Vonyó József  307–316. pp. ISSN 1219-4077
| Elődje: Boros István | Baranya vármegye főispánja 1945. december 11. – 1947 november 12. | Utódja: Gyetvai János |